# Мост Дука д’Аоста
Мост Дука д’Аоста (итал. Ponte Duca d'Aosta) —  мост через реку Тибр в Риме. Соединяет Лунготевере Фламинио с площадью Лауро Де Босис в районах Фламинио и Делла Виттория.

## История
Форум Муссолини (сегодня Итальянский форум), задуманный Энрико дель Деббио и включенный в генеральный план 1931 года, предусматривал возведение моста через Тибр, который представлял собой торжественный вход из района Фламинио, соотнесённый с мраморная стелой, посвященной Муссолини, «пьяццале дель Империо» (сегодня Виале дель Форо Италико) и с фонтаном Сферы, расположенным перед «Стадионом кипарисов» (нынешний Олимпийский стадион).
В 1935 году Министерство общественных работ объявило конкурс-контракт на проектирование и строительство моста. Было представлено 18 проектов, некоторые из которых были подписаны архитекторами Витторио Баллио Морпурго, Пьетро Аскьери, Джузеппе Ваккаро и Дель Деббио. Проект Винченцо Фасоло выиграл конкурс, а инженер Антонио Мартинелли из компании Aureli выиграл контракт. Строительство началось 21 июня 1936 года, а открытие моста состоялось 26 марта 1939 года в рамках празднования 20-летия Итальянского союза борьбы.

## Описание
Мост изготовлен из железобетона, полностью покрытого травертином Тиволи. Имеет длину 222,3 м и ширину 30 м, из них 21 м дорожного покрытия плюс два широких тротуара по 4 м каждый. Состоит из трёх пониженных арок, из которых большая центральная арка полностью пересекает реку, а два других, изначально задуманные как паводковые водоотводы, полностью опираются на противоположные поймы на большей высоте, чем набережные.
Мост окружён с обеих сторон большими мраморными лестницами, которые спускаются с уровня дороги на уровень соответствующей малой арки; с противоположного плеча последней к реке подходят два других пандуса меньшего размера. На юго-восточной стороне пандус рядом с берегом со временем обрушился, и его теперь закрывает дикая растительность.

По краям моста на уровне улицы попарно установлены параллелепипеды 3,5x3,5x5 м (отсылающие к циппусам), также покрытые мрамором, украшенные горельефами (работы скульпторов Эрколе Дреи, Доменико Понци, Оддо Аливенти и Вико Консорти) с изображением сцен сражений Первой мировой войны у рек Силе, Пьяве, Тальяменто и Изонцо, которые вела 3-я армия под командованием герцога Эммануила д’Аосты, в честь которого назван мост.

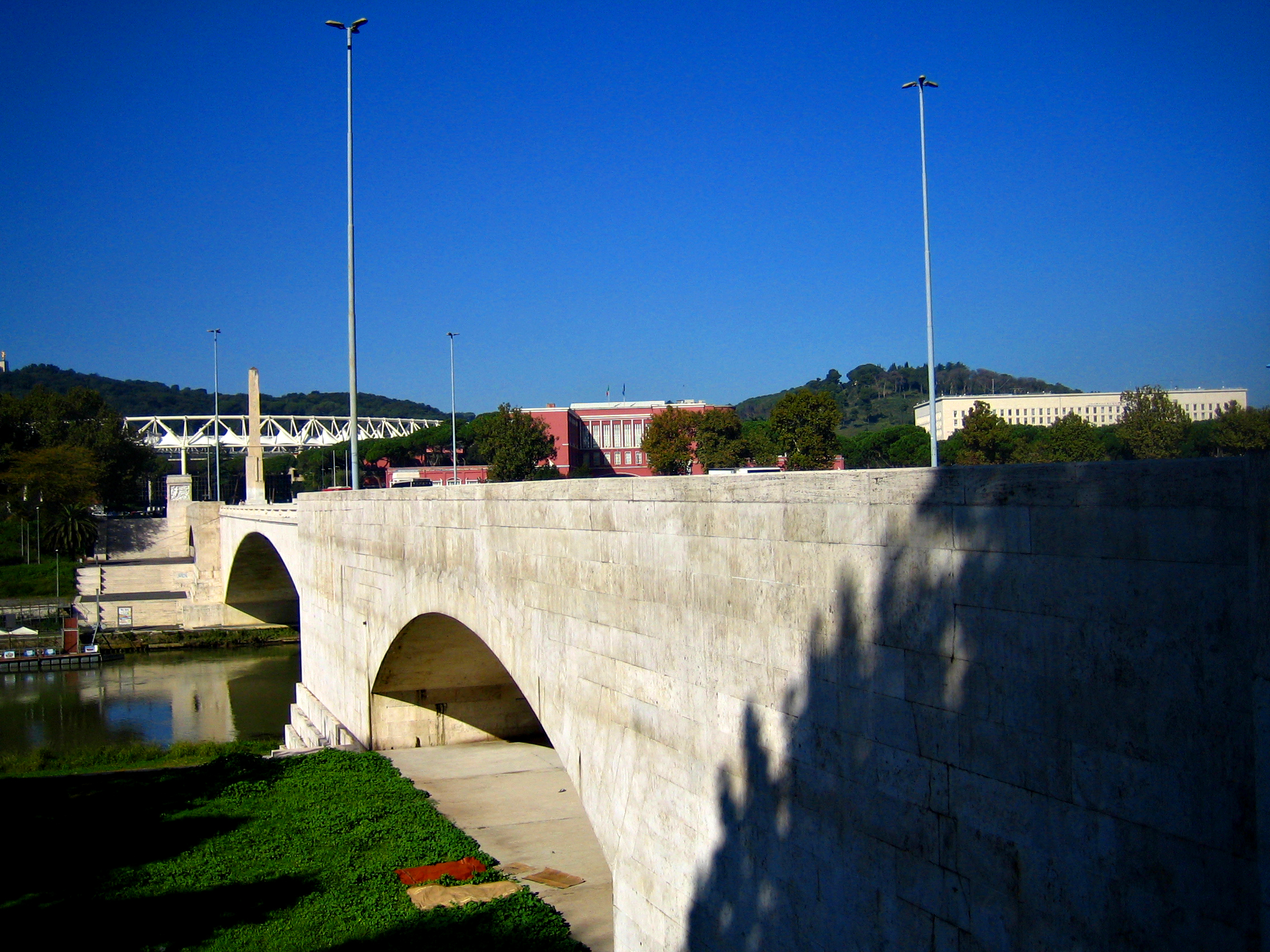
Вид с восточного берега Тибра на Итальянский форум и обелиск Муссолини
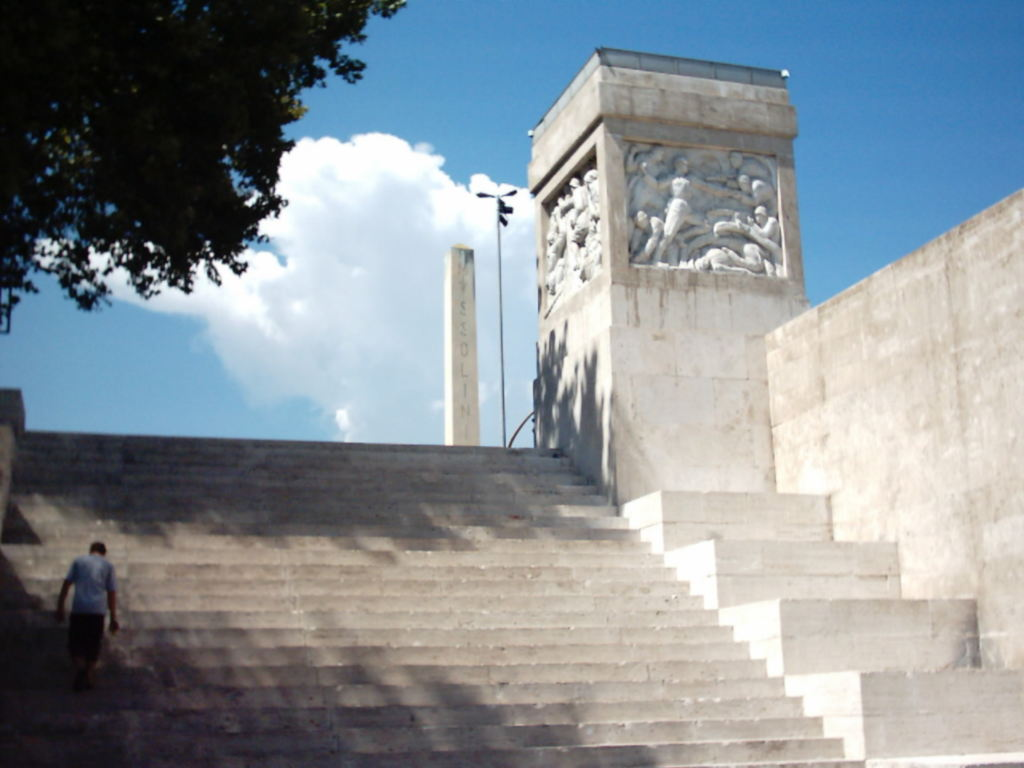
Лестница на западном берегу Тибра к Итальянскому форуму и обелиску Муссолини
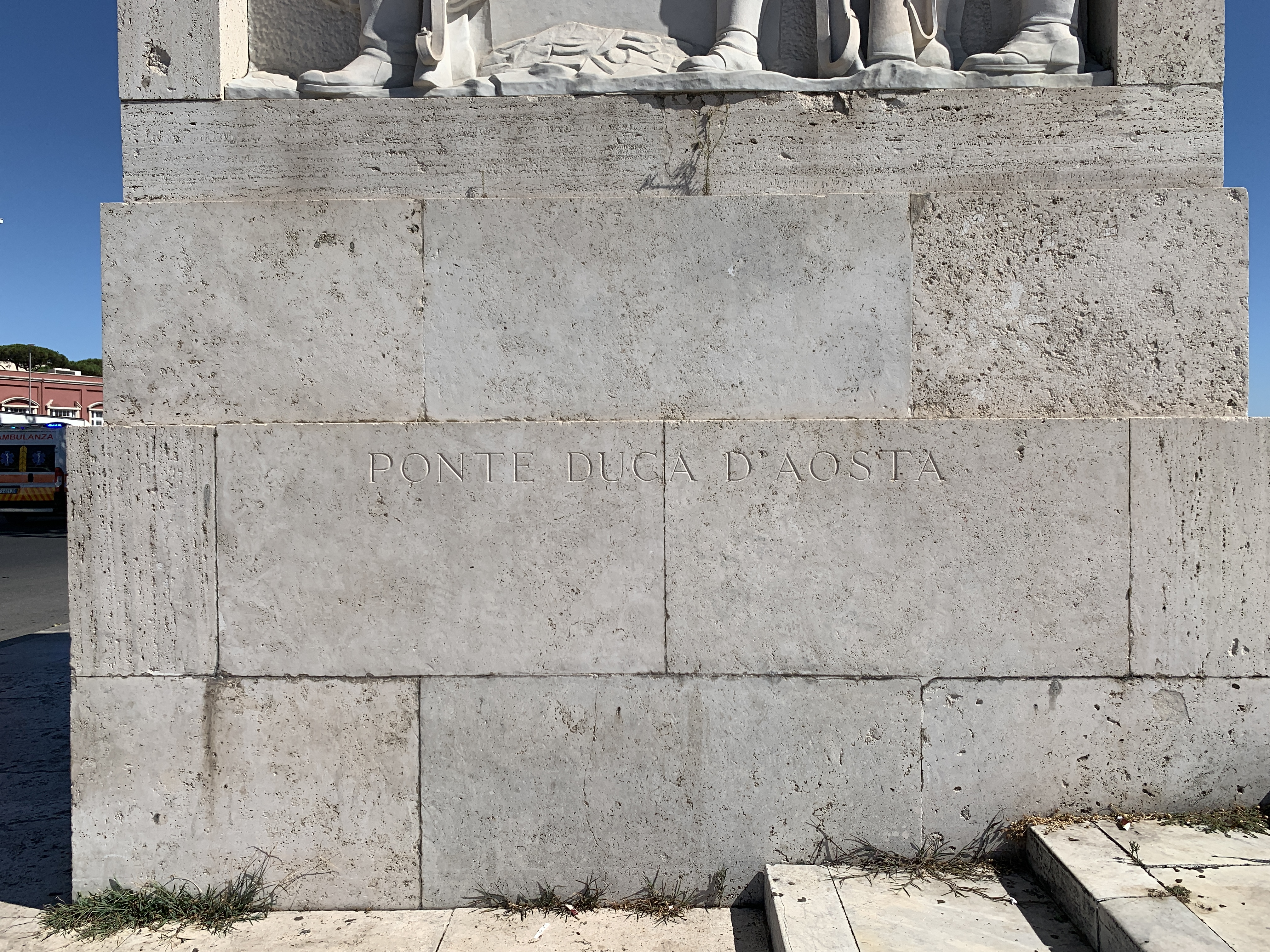
Название моста под одним из горельефов